# Bactris cubensis
Bactris cubensis är en enhjärtbladig växtart som beskrevs av Karl Ewald Maximilian Burret. Bactris cubensis ingår i släktet Bactris och familjen Arecaceae. Inga underarter finns listade i Catalogue of Life.